# Iwao Takamoto
Iwao Takamoto (Los Angeles, 29 aprile 1925 – Los Angeles, 8 gennaio 2007) è stato un regista, animatore e produttore televisivo statunitense.
Ha iniziato la sua carriera come produttore e character designer alla Walt Disney Animation Studios come nei film Cenerentola (1950), Le avventure di Peter Pan (1953), Lilli e il vagabondo (1955). Più tardi, traslocò alla Hanna-Barbera Productions, dove creò molti personaggi dei cartoni animati, tra cui Scooby-Doo e Astro, alla fine divenne regista e produttore.

## Biografia
Takamoto nasce a Los Angeles in California. Suo padre emigrato da Hiroshima agli Stati Uniti d'America e tornò in Giappone solo una volta, per sposare sua moglie. All'età di 15 anni, Takamoto si diplomò alla Thomas Jefferson High School a Los Angeles.
Dopo gli attacchi di Pearl Harbor la famiglia di Takamoto, come molti nippo-americani, fu costretta a trasferirsi al campo di internamento di Manzanar. Trascorsero nel campo tutto  il periodo della seconda Guerra Mondiale, e fu al campo che Takamoto ricevette l'addestramento di base da due co-internati.

### La Walt Disney Animation Studios
Takamoto entrò per la prima volta nel mondo dei cartoni animati dopo la guerra. Senza il beneficio di un portfolio formale del suo lavoro, ha creato un quaderno di schizzi, per sua stessa ammissione, "everything I saw" (tutto ciò che ho visto). Si basava su questo quaderno di schizzi che applicava per lavorare negli studi Disney.
Fu assunto come assistente animatore dai Walt Disney Animation Studios nel 1945. Alla fine Takamoto divenne assistente di Milt Kahl. Lavorò come animatore e disegnatore di personaggi per titoli come Cenerentola (1950), Le avventure di Peter Pan (1953), Lilli e il vagabondo (1955), La bella addormentata nel bosco (1959) e La carica dei cento e uno (1961).

### La Hanna-Barbera
Takamoto lasciò la Disney nel 1961 e si unì alla Hanna-Barbera Productions. Lavorò in diverse posizioni, ma è probabilmente conosciuto come character designer. Era responsabile del design originale dei vari personaggi come Scooby-Doo, il cane Astro de I Jetsons e Penelope Pitstop. Lavorò come produttore alla Hanna-Barbera, supervisione dei cartoni come La famiglia Addams, La furia di Hong Kong e Lo squalo Jabber. Ha diretto diversi film d'animazione, tra cui La meravigliosa, stupenda storia di Carlotta e del porcellino Wilbur (1973) e I pronipoti: Il film (1990). L'ispirazione per la creazione di Scooby-Doo come Alano proveniva da un dipendente dell'azienda Hanna-Barbera, che allevava questo cane.
Takamoto divenne vice presidente del Creative Design alla Hanna-Barbera ed era il responsabile della supervisore e delle numerose linee di merchandising della Hanna-Barbera e del lavoro di progettazione per il loro Art Dept. Nel 1996 ricevé il Winsor McCay Award per risultati ottenuti nel corso della carriera e contributi nel campo dell'animazione. Nel 2005 ricevé il Golden Award per la Animation Guild, per onorare i suoi cinquant'anni e più di servizio nel campo dell'animazione.
Dopo che la Time Warner fusa con (allora proprietario della Hanna-Barbera Studios) Turner Broadcasting nel 1996, Takamoto divenne il vice presidente di progetti speciali per Warner Bros. Animation.

### Morte
Takamoto muore l'8 gennaio 2007, al Cedars-Sinai Medical Center a Los Angeles per un infarto all'età di 81 anni. Per tutta la settimana successiva alla sua morte, Adult Swim mise un bumper dove si leggeva Iwao Takamoto [1925-2007]. Riposa al Mount Sinai Memorial Park Cemetery in Los Angeles. Gli venne dedicato il film Stai fresco, Scooby-Doo! morto durante la produzione nonché il suo ultimo lavoro.

## Vita privata
Iwao Takamoto è stato sposato due volte: sposò nel 1957 Jane M. (nata Shattuck) Baer, i due si incontrarono durante la produzione del film Disney La bella addormentata nel bosco dalla quale ha avuto un figlio, Michael. La coppia si divorziò nel 1959. Nel 1963 incontrò Barbara Farber, che era l'assistente del direttore delle pubbliche relazioni della Hanna-Barbera, Arnie Carr. Parte del suo lavoro erano i tour in studio, così lei e Takamoto si incontravano. Takamoto sposò Barbara nel 1964 e rimasero insieme fino alla morte di lui. Dalla loro unione nasce una figlia, Leslie.

## Riconoscimenti
Ricevé il Winsor McCay Award, il premio alla carriera assegnato dalla International Animated Film Association (ASIFA) a Hollywood. Nel 2005 ricevé il Golden Award per la Animation Guild.
Il memoriale di Takamoto sono state pubblicate postumo nel 2009 dalla University Press of Mississippi col titolo Iwao Takamoto: My Life with a Thousand Characters di Iwao Takamoto e Michael Mallory. Un altro libro scritta dalla figlia Leslie E. Stern dal titolo Living With A Legend, pubblicato postumo nel 2012 dalla TotalRecall Press.